# Horná Seč
Horná Seč (in ungherese Felsőszecse) è un comune della Slovacchia facente parte del distretto di Levice, nella regione di Nitra.